# Ikon (группа, Республика Корея)
Ikon (кор. 아이콘; стилизуется как iKON) — южнокорейский бой-бэнд, сформированный в 2015 году компанией YG Entertainment через реалити-шоу на выживание Mix & Match. Группа дебютировала в составе семи участников: Ханбина, Чжинхвана, Юнхёна, Бобби, Донхёка, Чжунэ и Чану. После ухода лидера, группа начала продвигаться в составе шести участников.

## Карьера

### 2009‒14: Предебют,WIN: Who Is NextиMix & Match
До формирования группы её будущий лидер B.I (Ханбин) участвовал в записи песни «Indian Boy» MC Mong. Он выступал на Dream Concert и телешоу «Набросок Ю Хи Ёля» (англ. You Hee-yeol's Sketchbook). Чжунэ также появлялся на телешоу «Звёздный король» (англ. Star King) и участвовал в шоу талантов «K-pop Star» в 2011 году. 3 января того же года B.I и Чжинхван присоединились к YG, как Бобби сделал неделей ранее. Вместе они стажировались год и сформировали основу будущей команды. 18 апреля 2012 года Чжунэ и Юнхён также присоединились к компании. Донхёк стал шестым и последним участником, присоединившись к команде 5 ноября.
В 2013 году B.I, Бобби, Чжинхван, Чжунэ, Донхёк и Юнхён стали участниками реалити-шоу на выживание «WIN: Кто следующий» (англ. WIN: Who Is Next), где выступали как «Команда В» за шанс дебютировать как новая мужская группа YG. В результате победителем стала Команда А, которые позднее дебютировали как Winner. Во время программы команда выпустила два сингла: «Just Another Boy» и «Climax». 9 ноября того же года они появились в качестве танцоров в видеоклипе Тэяна «Ringa Linga».
В 2014 году B.I и Бобби стали участниками третьего сезона популярного шоу «Деньги на бочку» (англ. Show Me the Money), в то же время начались съёмки шоу «Mix & Match». Оба шоу транслировались на Mnet. B.I выбыл из топ-8 в седьмом эпизоде, а Бобби стал победителем. B.I выпустил песню «Be I», которая стала первой композицией в истории данного шоу, покорившая вершины чартов Кореи. Бобби выпустил четыре трека: «L4L (Lookin' For Luv)», «연결고리#힙합 (YGGR#hiphop)», «가 (GO)» и «가드올리고 Bounce», которые также покорили чарты. 12 и 13 апреля Команда B выступила на японском туре YG.
В июне Команда В появилась в программе «Mix & Match», которая должна была сформировать финальный состав iKON. Бобби, B.I и Чжинхван были подтверждёнными участниками, а оставшиеся мемберы должны были соревноваться против трёх новых трейни. 15 тысяч человек подали заявки на прибытие на финальное выступление, и до объявления окончательного состава iKON блог YG перестал работать из-за слишком большого потока пользователей. Состав группы состоял из уже подтверждённых участников с добавлением Чану. Из-за успеха шоу были проведены фанмитинги в Корее, Японии и Китае. В сентябре почти 40 тысяч фанатов претендовали на 2 тысячи билетов на фансайн в Осаке; более 50 тысяч человек хотели попасть на фансайн в Пекине. 29 декабря началась трансляция шоу в Японии.
12 августа Winner дебютировали с синглом «Empty», композиторами которого стали B.I и PK; написан B.I, Мино (участник Winner) и Бобби. 18 октября B.I и Бобби приняли участие в песне Epik High «Born Hater». Бобби также принял участие в песнях «Come Here» (Masta Wu и Dok2) и «I’m Different» Ли Хай и Ли Су Хён.
15 декабря iKON выступили на открытии японского дом-тура Big Bang. 28 января 2015 года авторитетное музыкальное издание Billboard внесло группу в «Топ-5 K-pop Артистов, которых следует присмотреть в 2015 году». Они были единственной группой в списке, которая не дебютировала.

### 2015: Дебют иWelcome Back
После ряда отсрочек официальный дебют iKON был назначен на 15 сентября 2015 года. Стало известно, что группа выпустит дебютный студийный альбом Welcome Back в двух частях; шесть из двенадцати треков станут заглавными. Первая половина альбома, получившая название Debut Half Album, должна была быть выпущена 1 октября, а вторая часть, получившая название Debut Full Album, 2 ноября. Трек-лист первой половины альбома был опубликован 24 сентября. Лидер B.I был обозначен как продюсер и сокомпозитор всех песен; вместе с Бобби он также числился как соавтор всех текстов, а Чжунэ стал композитором одного из главных синглов — «Rhythm Ta».
iKON дебютировали с «пре-синглом» «My Type», выпущенным 15 сентября. Менее чем за сутки видеоклип собрал более 1,7 миллиона просмотров на YouTube. Первая победа была одержана на Music Core 26 сентября. Двумя днями ранее «My Type» заработала «тройную корону» музыкального чарта Gaon, став № 1 в цифровом, скачиваемом и стриминговом разделах 39-й недели 2015 года. 18 сентября сингл стал № 1 на китайских музыкальных чартах QQ Music и Youku. Группа также трендилась на Weibo, их имя вводилось в поисковик 1,3 миллиарда раз.
Debut Half Album был выпущен в цифровом формате 1 октября. 3 октября был проведён первый концерт; было продано 13 тысяч билетов. Место проведения (Олимпийская Гимнастическая Арена) было беспрецедентным для новой корейской группы. Трансляцию концерта в приложении «V» смотрело более полумиллиона зрителей. 4 октября состоялось дебютное выступление на Inkigayo. 8 октября была одержана победа с синглом «Rhythm Ta» на M!Countdown. Согласно чарту Gaon, iKON лидировали неделю с 4 по 10 октября в альбомном чарте с первой половиной Welcome Back. В октябре группа провела ряд японских фанмитингов, получивших название iKONTACT. В конце месяца они получили «all-kill» популярности на сервисе Melon и продали более 82 тысяч копий Debut Half Album. 28 октября было объявлено о переносе релиза второй части дебютного альбома на 14 декабря; 16 ноября было выпущено два дополнительных сингла («Apology» и «Anthem»). 24 декабря было выпущено ещё три сингла: «Dumb & Dumber», «What’s Wrong?» и «I Miss You So Bad».

### 2016: Японский дебют, тур по аренам Азии и новая музыка
13 января 2016 года iKON официально дебютировали в Японии с японской версией дебютного альбома Welcome Back. За первую неделю было продано более 61 тысячи копий; альбом занял третье место в еженедельном чарте Oricon. На 58-й церемонии Japan Record Awards iKON победили в номинациях «Новый Артист» и «Лучший новый артист». Вместе с корейским изданием на конец года было продано более 100 тысяч копий.
17 марта YG Entertainment анонсировали первый азиатский тур iKONCERT 2016: Showtime Tour. 1 июля стало известно о японском туре iKON Japan Tour 2016. В рамках тура группа должна была посетить 5 городов в 14 различных странах; количество зрителей составило 150 тысяч человек. Позже компания анонсировала ещё два шоу в Токио из-за высокого спроса публики. За весь год концерты iKON посетили 322 тысячи человек. 14 ноября было объявлено о второй ветке тура в 2017 году.
30 мая был выпущен цифровой сингл «#WYD» («What You Doing»). 28 сентября был выпущен первый оригинальный японский сингловый альбом Dumb & Dumber. Летом того же года iKON приняли участие в китайском шоу «Герои ремикса» (англ. Heroes of Remix).

### 2017:New Kids Seriesи японский Дом-тур
11 февраля 2017 года был анонсирован первый японский Дом-тур iKON. 18 июня было добавлено ещё 22 концерта в восьми различных городах.
2 марта YG Entertainment подтвердила, что iKON начали снимать два музыкальных клипа для своего нового альбома, который должен был выйти в апреле. Во время съемок видеоклипа Чанву повредил лодыжку, и, следовательно, съемка  была отложена. Было подтверждено, что они выпустят новую серию альбомов под названием New Kids, которая будет выпускаться непрерывно в течение всего 2017 года. 22 мая состоялся релиз синглового альбома New Kids: Begin, ставшего началом последовательных релизов серии New Kids.

### 2018–2019: серияNew Kidsи уход B.I
IKON выпустили свой второй студийный альбом и второй из четырех частей серии альбомов группы под названием Return 25 января 2018 года с ведущим синглом, «Love Scenario». Их второй студийный альбом содержит 12 треков, которые были написаны в соавторстве или с участием участников B.I и Bobby, включая Psy, Тхэяна из Big Bang и Табло из Epik High, а также сыграли свою роль в написании песен вместе с некоторыми частыми соавторами, включая Choice37 и Тэдди Пак. «Love Scenario» также возглавил еженедельный график Gaon в течение шести недель, первый артист, достигший этой отметки. Группа была названа топ-исполнителями первой половины 2018 года от Genie Music, так как они возглавили дневной чарт за 35 дней.
IKON провели азиатское турне и посетили восемь городов. Это знаменует собой второй тур группы по Азии после iKoncert 2016: Showtime Tour в 2016 году, в течение двух лет они интенсивно гастролировали в основном в Японии, они собрали около 800,000 поклонников. iKon завершили свою серию альбомов New Kids из четырех частей с выпуском их первого и второго мини-альбомов, New Kids: Continue и New Kids: The Final в августе и октябре 2018 года.
12 июня 2019 года B.I покинул группу, о чем сообщил в своем инстаграм-аккаунте после того, как новостное агентство Dispatch обнаружило сообщения из KakaoTalk за три года до этого, изложив свою попытку приобрести марихуану и диэтиламид лизергиновой кислоты (ЛСД) у женщины-дилера Хан Сохи. Он также был обвинен в уклонении от полиции. В результате его контракт с компанией YG Entertainment был расторгнут. 27 февраля 2020 года полиция объявила, что тесты на наркотические вещества дали отрицательный результат, и B.I был полностью оправдан.

### 2020–н.в:I Decide
6 февраля 2020 года iKON выпустили третий мини-альбом I Decide.
3 марта 2021 года группа выпустила четвёртый цифровой сингл «Why Why Why».
Начиная с апреля iKON участвовали в шоу на выживание Kingdom: Legendary War, вместе с пятью другими мужскими группами.

## Участники
|                 |               |               |               |                                        |
| Сценическое имя | Настоящее имя | Настоящее имя | Дата рождения | Позиция в группе                       |
| Jay             | Ким Чжин Хван | 김진환        | 07.02.1994    | Главный вокалист, ведущий танцор       |
| Song            | Сон Юн Хён    | 송윤형        | 08.02.1995    | Ведущий вокалист, центр группы, вижуал |
| Bobby           | Ким Чжи Вон   | 김지원        | 21.12.1995    | Главный рэпер                          |
| DK              | Ким Дон Хёк   | 김동혁        | 03.01.1997    | Главный танцор, вокалист               |
| June            | Ку Чжунэ      | 구준회        | 31.03.1997    | Главный вокалист, ведущий танцор       |
| Chan            | Чон Чан У     | 정찬우        | 26.01.1998    | Вокалист, макнэ                        |

### Бывшие участники
| Сценический псевдоним | Настоящее имя | Настоящее имя | Дата рождения | Позиция в группе                     |
| --------------------- | ------------- | ------------- | ------------- | ------------------------------------ |
| B.I                   | Ким Хан Бин   | 김한빈        | 22.10.1996    | Лидер, ведущий рэпер, ведущий танцор |

## Дискография
| - NEW KIDS (2019) - Flashback [+ I Decide] (2022) |

## Фильмография
- Heroes of Remix (2016, JSTV)
- iKon Idol School Trip (2017, JTBC)
- iKon TV (2018, YouTube & JTBC)
- iKon Heart Racing Youth Trip (2018, Olleh TV)
- YG Future Strategy Office (2018, Netflix)

## Концерты и туры
Хэдлайнеры
- iKoncert: Showtime Tour (2016)
- Japan Tour (2016—2017)
- Japan Dome Tour (2017)
- Japan Tour (2018)
- Continue Tour (2018—2019)

Совместные туры
- YG Family — Power World Tour (as Team B) (2014)

Участие в других концертах
- Big Bang — Japan Dome Tour X (2014-15)

## Рекомендации
1. «Gaon Digital Chart». Gaon Chart. Korea Music Content Industry Association. Retrieved 1 December 2014.
  - «Gaon Download Chart October 27-November 2, 2014 (see #32)». Gaon Chart. Korea Music Content Industry Association. Retrieved November 2013.
2. Jump up^ https://web.archive.org/web/20141129034854/http://gaonchart.co.kr/chart/digital.php?f_chart_kind_cd=T&f_week=45&f_year=2013&f_type=week
3. Jump up^ Sales of «Climax»:
  - «Gaon Download Chart October 27-November 2, 2014 (see #32)». Gaon Chart. Korea Music Content Industry Association. Retrieved November 2013.
4. Jump up^ https://web.archive.org/web/20141129034854/http://gaonchart.co.kr/chart/digital.php?f_chart_kind_cd=T&f_week=45&f_year=2013&f_type=week
5. Jump up^ Cumulative sales of «기다려»:
  - «Gaon Download Chart September 7-13 2014 (see #32)». Gaon Chart. Korea Music Content Industry Association. Retrieved 19 September 2014.—
  - «Gaon Download Chart September 14-20 2014 (see #77)». Gaon Chart. Korea Music Content Industry Association. Retrieved 24 September 2014.